# Mali Tunb
Mali Tunb (perz. تنب کوچک) je otok smješten u Perzijskom zaljevu odnosno iranskoj pokrajini Hormuzgan. Zemljopisno je smješten 11,2 km zapadno od Velikog Tunba, te 38,4 km od luke Bandar-e Lengeh. Otok je trokutastog oblika i proteže se 1,6 km u smjeru sjever-jug odnosno 1,2 na naširem južnom dijelu. Površina mu iznosi približno 2,0 km², a najveća visina 36 m. Flora se sastoji od bujne trave i grmlja, dok fauna uključuje ptice i zmije. Mali Tunb lišen je izvora vode. Povijesno, otok je bio pod iranskom kontrolom do sredine 1900-ih godina kada ga zauzimaju Britanci i upravljaju njime iz današnjih Emirata. Prilikom britanskog povlačenja s ovih protektorata Iran je Veliki i Mali Tunb zaposjeo vojskom, a nakon proglašenja nezavisnosti Ujedinjeni Arapski Emirati počinju svojatati otoke čime započinje dugogodišnji spor. Mali Tunb je nenaseljen otok, no na njemu se nalazi stalna vojna baza s pomorskom lukom na istoku odnosno Zračnom lukom Mali Tunb na sjeveru.

## Poveznice
- Veliki Tunb
- Perzijski zaljev
- Popis iranskih otoka